# قایق موشک‌انداز کلاس اوسا
پروژه مُسکیت ۲۰۵ که بیشتر با نام اوسا (نام‌گذاری ناتو) شناخته می‌شود، کلاسی از قایق‌های موشک‌انداز است که در اواخر دهه ۱۹۵۰ برای استفاده در نیروی دریایی شوروی توسعه یافتند. این قایق‌ها تا سال ۱۹۶۲ به‌عنوان یک قایق اژدرافکن بزرگ طبقه‌بندی می‌شدند. کلاس اوسا احتمالاً پرشمارترین کلاس قایق‌های موشک‌انداز است که تا به حال ساخته شده‌است. بیش از ۴۰۰ دستگاه اوسا بین سال‌های ۱۹۶۰ تا ۱۹۷۳ هم برای نیروی دریایی شوروی و هم برای صادرات به کشورهای متحد شوروی ساخته شده‌است. "Osa" در زبان روسی به معنای "زنبور" است و یک نام رسمی نیست.

## پیشینه
با وجود این‌که قایق‌های موشک‌انداز قدیمی از کلاس کومار، قایق‌های ارزان و کارآمد بودند و توانسته بودند که یک کشتی جنگی را با موشک‌های هدایت‌شوندهٔ خود، غرق کنند (ناوچه ایلات نیروی دریایی اسرائیل)، استقامت، و پایداری آن‌ها در بهترین حالت، متوسط بود و جعبه موشک‌ها نیز آسیب‌پذیر بود. از دیگر نقاط ضعف آن‌ها بدنه چوبی، رادار فاقد واحد کنترل آتش و تسلیحات دفاعی به‌ویژه در عملیات ضدهوایی، ضعیف و ناکافی بود.
تسلیحات تهاجمی کومارها نیز تنها یک جفت موشک پی-۱۵ ترمیت (ناتو: SS-N-2 "استایکس") بود و ظرفیت کافی برای نگهداری پی-۱۵های سری مدرن‌تر اِم، با برد بلندتر وجود نداشت. سنسورها همچنین به اندازه کافی برای استفاده از حداکثر برد موشک‌ها در کلاس کومار، کارآمد نبودند و خدمه ۱۷ نفری آن به تعداد کافی نبودند که همه سیستم‌ها را به‌طور کارآمد به‌کار گیرند. برای رفع همهٔ این کاستی‌ها، احساس می‌شد که قایق‌های بزرگ‌تری برای نصب تجهیزات لازم و فراهم کردن فضای بیشتر برای تعداد خدمهٔ بیشتر، مورد نیاز است.

## پروژه ۲۰۵
قایق‌های پروژه ۲۰۵ یا کلاس اوسا، حدود ۴ برابر بزرگ‌تر از قایق‌های پیشین پروژه ۱۸۳آر (نام‌گذاری ناتو: کلاس کومار)، بوده و دارای تقریباً دو برابر خدمه هستند.
بدنه از فولاد، با روبنای کم و پهن ساخته‌شده از آلیاژهای سبک‌تر AMG، بود. لبه‌های عرشه، گِرد و صاف بود تا در صورت وقوع جنگ هسته‌ای، پاکسازی آلودگی‌های رادیواکتیو آسان‌تر شود. بدنه کاملاً عریض بود، اما این قایق‌ها همچنان می‌توانستند به سرعت‌های بالایی دست یابند زیرا دارای سه موتور دیزلی شعاعی Zvezda M503 بودند که مجموعاً توانی در حدود ۱۲۰۰۰ اسب بخار (۱۵۰۰۰ اسب بخار در پروژه ۲۰۵یو به بعد) داشتند. این موتورهای قدرتمند، حداکثر سرعت حدود ۴۰ گره را همراه با استقامت و قابلیت اطمینان مناسبی فراهم می‌کردند.
مشکل مربوط به تسلیحات ضدهوایی ضعیف پروژهٔ کومار، تا حدودی با استفاده از دو برجک AK-230 در عرشه جلو و عقب حل شد. یک رادار کنترل آتش در یک سکوی مرتفع قرار گرفت و تمام افق را کنترل می‌کرد. این رادار حتی اگر در عقب قرار می‌گرفت، میدان دید خوبی در اطراف داشت.
تسلیحات تهاجمی اوسا شامل چهار موشک پی-۱۵ ترمیت (ناتو: SS-N-2 "استایکس") بود که هر کدام در داخل یک پرتاب‌گر محصور و مقاوم در برابر شرایط بد آب و هوایی محافظت می‌شد. این موشک‌ها توسط رادار MR-331 Rangout (ناتو: "Square Tie") و یک رادار Nikhrom-RRM ESM / شناسایی دوست یا دشمن کنترل می‌شدند که حتی در صورت روشن بودن رادار هدف، امکان هدف‌گیری بر فراز افق را فراهم می‌کرد.
در نتیجهٔ این پیشرفت‌ها، قایق‌های پروژه ۲۰۵ در اواخر دهه ۱۹۵۰/اوایل دهه ۱۹۶۰ ویژگی‌های کاملاً مشابهی نداشتند. بیش از ۴۰۰ دستگاه اوسا در اتحاد جماهیر شوروی و ۱۲۰ مورد دیگر در چین ساخته شد.

## سابقهٔ عملیاتی

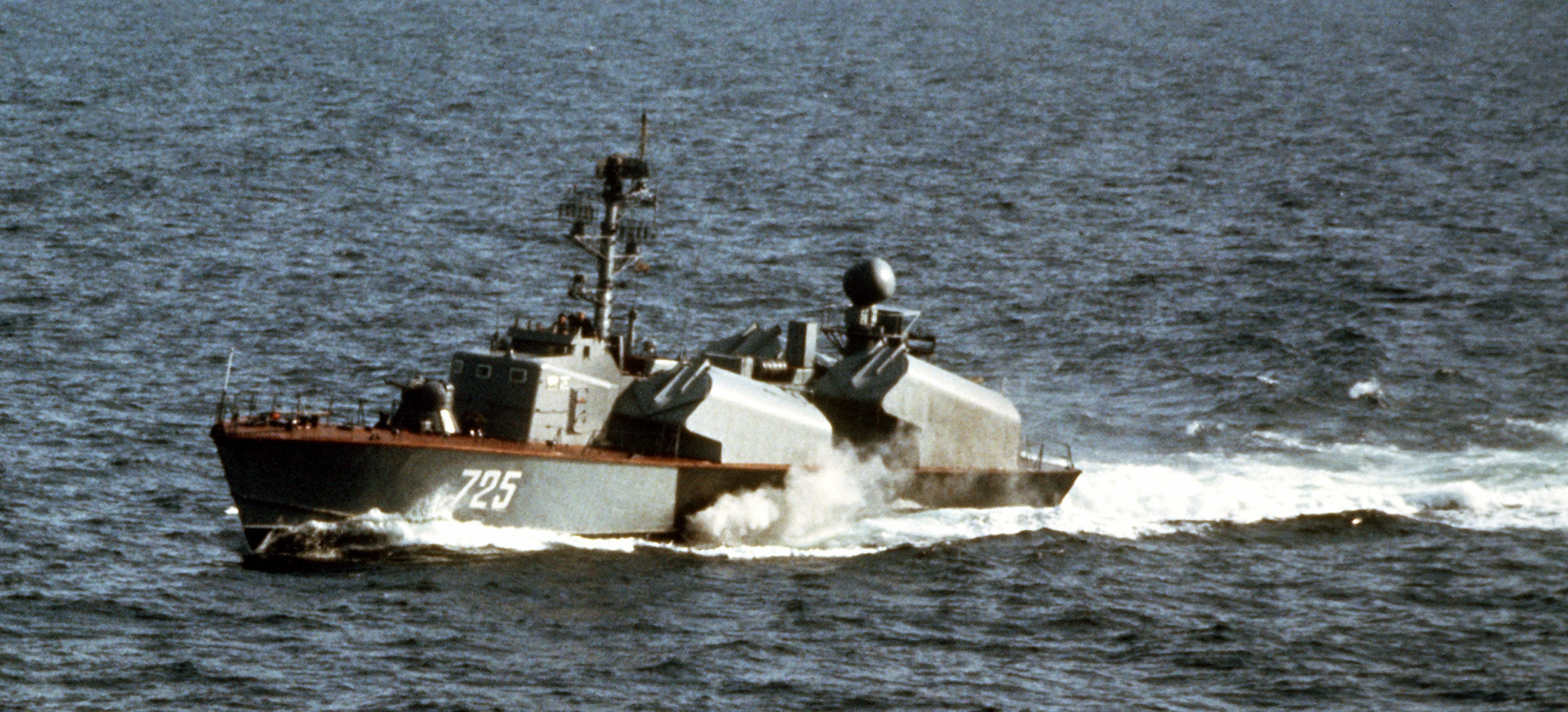
نمای کمان بندری از یک کشتی موشکی تهاجمی سریع شوروی کلاس اوسا در حال انجام است.

قایق‌های موشک‌انداز کلاس اوسا در طول جنگ یوم کیپور و در جنگ ۱۹۷۱ پاکستان و هند مورد استفاده بودند. قایق‌های موشک‌انداز کلاس ساعر اسرائیل، یک قایق موشک‌انداز کلاس اوسا متعلق به نیروی دریایی سوریه را در نبرد لاذقیه و سه قایق موشک‌انداز کلاس اوسای نیروی دریایی مصر را در نبرد بالتیم غرق کردند. در این نبردها به هیچ کشتی اسرائیلی آسیب نرسید.
در مقابل، قایق‌های موشکی اوسای نیروی دریایی هند در عملیات ترایدنت در برابر نیروی دریایی پاکستان، بسیار موفق بودند، در مجموع پنج کشتی غرق شدند، دو کشتی به‌طور غیرقابل تعمیر آسیب دیدند، یک تأسیسات نفتی ویران شد و بندر کراچی بدون تلفات، تحت محاصره قرار گرفت.
اوساها همچنین در جنگ ایران و عراق با تلفاتی اندک، مورد استفاده قرار گرفتند. در یک نبرد در سال ۱۹۸۰، تعدادی از آن‌ها توسط فانتوم‌های نیروی دریایی ایران، با استفاده از موشک‌های ای‌جی‌ام-۶۵ ماوریک منهدم شدند. این نبرد در ۲۹ نوامبر ۱۹۸۰ رخ داد و نیروی دریایی عراق متحمل خسارت‌هایی شد. عراق در طول هشت سال جنگ، پنج قایق موشک‌انداز اوسای خود را از دست داد.
قایق‌های اوسای سوریه در جریان جنگ داخلی سوریه استفاده شدند. این قایق‌ها، در حال شلیک جنگ‌افزارهای عرشهٔ خود، به شهر لاذقیه فیلم‌برداری شده‌اند.
کاستی‌هایی که اوساهای صادراتی داشتند، همان‌طور که در نبرد لاذقیه مشاهده شد، عمدتاً کارایی پایین آن‌ها در مواجهه با جنگ الکترونیک و ECM بود.

## کاربران
حدود ۱۷۵ قایق اوسا ۱ و ۱۱۴ اوسا ۲ برای نیروی دریایی شوروی ساخته شد که آخرین آن‌ها در حدود سال ۱۹۹۰ در ناوگان اصلی شوروی، از رده خارج شد. در میان کشورهای پس از فروپاشی شوروی، تنها یک قایق اوسا در خدمت نیروی دریایی جمهوری آذربایجان و دو قایق در خدمت نیروی دریایی لتونی هستند.

### اوسا ۱

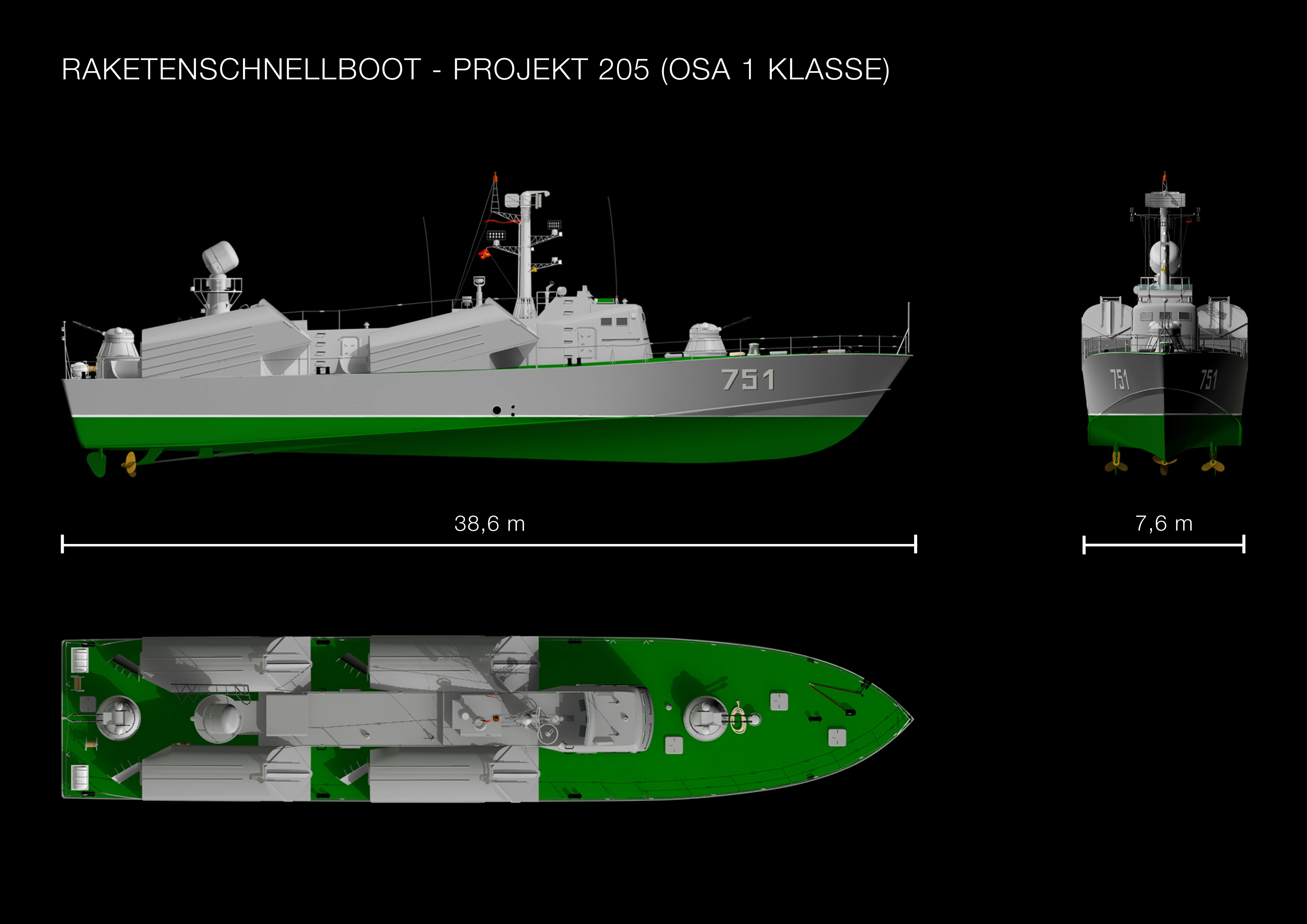
نمونه ماکت اوسا ۱ (پروژه ۲۰۵).

بنین
۲ دستگاه
 بنگلادش
نیروی دریایی بنگلادش – ۵ دستگاه
 چین
نیروی دریایی ارتش آزادی‌بخش خلق - بیش از ۱۳۰ دستگاه، تولیدشده تحت لیسانس
 مصر
نیروی دریایی مصر
 آلمان شرقی
 هند
نیروی دریایی هند
 لتونی
 کره شمالی
نیروی دریایی خلق کره
 لهستان
نیروی دریایی لهستان
 رومانی
نیروی دریایی رومانی
 اتحاد جماهیر شوروی
نیروی دریایی شوروی – واگذاری به جمهوری‌های شوروی، (پس از فروپاشی شوروی)
 سوریه
نیروهای مسلح سوریه – ۸ دستگاه
 یوگسلاوی
۱۰ دستگاه
 کرواسی
نیروی دریایی کرواسی
 مونته‌نگرو

### اوسا ۲

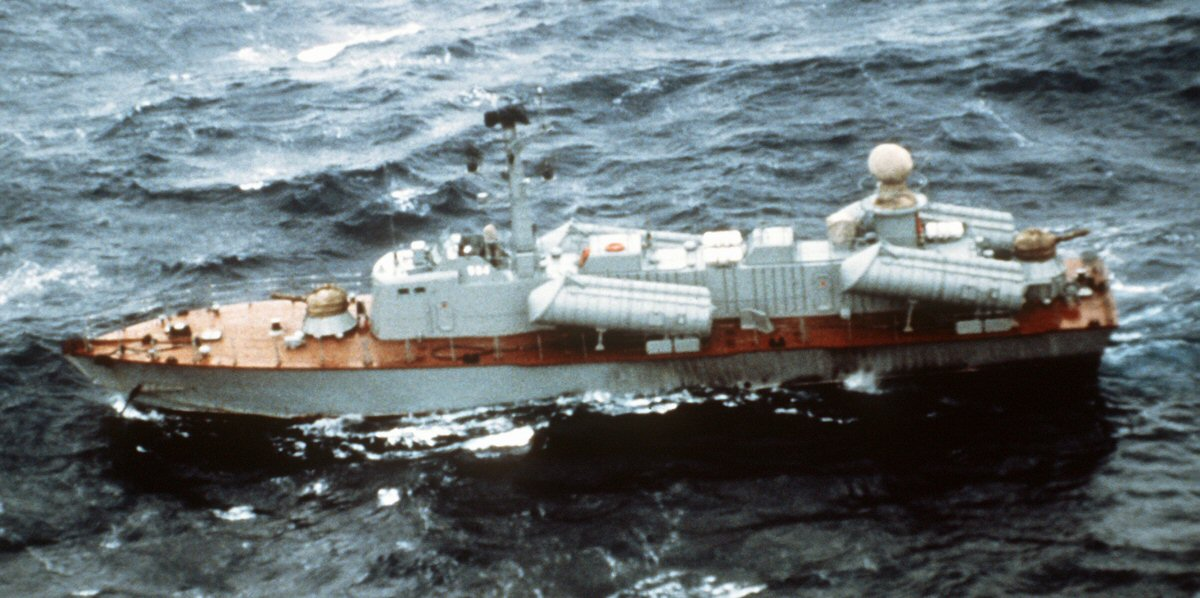
ماکت اوسا ۲

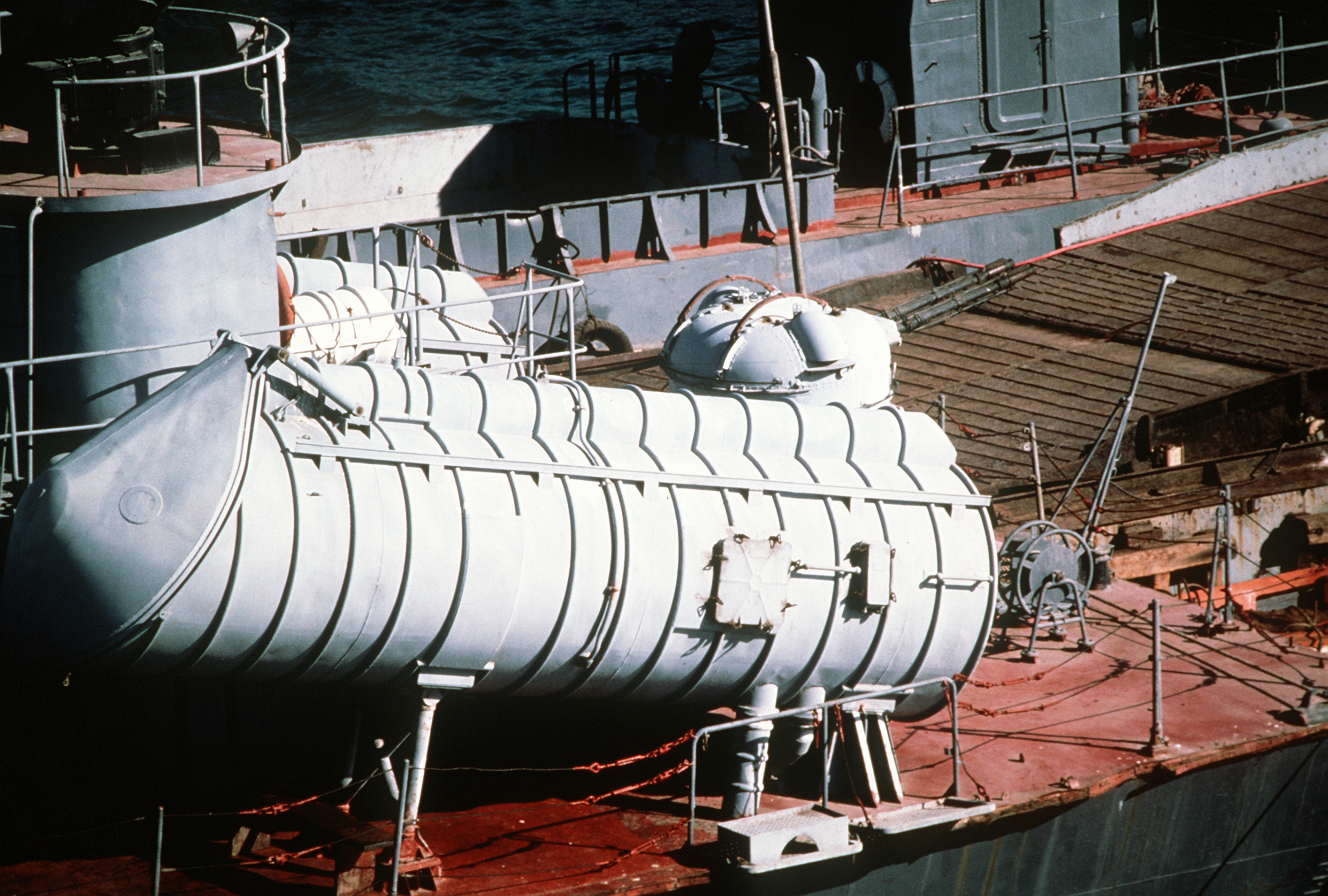
پرتابگر موشک پی-۱۵اِم در یک ناو حمله سریع اوسا ۲

الجزایر
نیروی دریایی الجزایر – ۸ قایق، دریافت در ۱۹۷۸
 آنگولا
نیروی دریایی آنگولا – ۶ دستگاه
 جمهوری آذربایجان
نیروی دریایی جمهوری آذربایجان – یک دستگاه
 بلغارستان
نیروی دریایی بلغارستان – ۳ دستگاه
 کوبا
نیروی دریایی انقلاب کوبا – ۱۳ دستگاه
 مصر
نیروی دریایی مصر
 اریتره
نیروی دریایی اریتره – ۵ دستگاه
 فنلاند
نیروی دریایی فنلاند
 هند
نیروی دریایی هند
 عراق
نیروی دریایی عراق – مورد استفاده در عملیات مروارید
 لیبی
 روسیه
نیروی دریایی روسیه
 سومالی
نیروی دریایی سومالی – ۲ دستگاه
 اتحاد جماهیر شوروی
نیروی دریایی شوروی
 سوریه
نیروهای مسلح سوریه - ۱۲ دستگاه
 ویتنام
نیروی دریایی خلق ویتنام – ۸ دستگاه
 یمن
نیروی دریایی یمن – ۱۸ دستگاه